# Коді Ферн
Коді Ферн (англ. Cody Fern; нар. 6 липня 1988, Саутерн-Кросс,  Австралія) — австралійський актор.

## Ранні роки
Ферн народився у місті Саутерн-Кросс в Південній Австралії. Він навчався в школі-інтернаті Мерредина (англ. Merredin Senior High School) і закінчив університет Кьортіна (англ. Curtin University) зі ступенем бакалавра в області комерції в 2009 році.

## Кар'єра
Ферн набув початкову популярність завдяки ролям на театральній сцені Австралії. Він також знявся в декількох короткометражних фільмах.
Він навчався з відомими вчителями акторської майстерності, включаючи Еллен Берстін, Ларрі Мосса і Сьюзан Бетсон. Ферн виконав головну роль Альберта у постановці п'єси «Бойовий кінь» у Королівському національному театрі в Лондоні, за яку отримав похвалу від критиків.
У 2014 році Ферн виграв стипендію Хіта Леджера.
У 2017 році Ферн з'явився у фільмі «Племена Палос Вердес», а в 2018 році дебютував на телебаченні з роллю Девіда Медсона у другому сезоні серіалу «Американська історія злочинів» під назвою «Вбивство Джанні Версаче».
У лютому 2018 року він з постійною роллю приєднався до акторського складу фінального сезону серіалу «Картковий будиночок».
У липні 2018 року було оголошено, що Ферн виконає роль Майкла Ленгдона у восьмому сезоні «Американської історії жахів» під назвою «Апокаліпсис».

## Фільмографія
| Рік  | Назва українською                  | Оригінальна назва           | Роль      | Примітки                                          |
| ---- | ---------------------------------- | --------------------------- | --------- | ------------------------------------------------- |
| 2008 | Діра в землі                       | Hole in the Ground          | Зак       | Короткометражний фільм                            |
| 2010 | Все ж проводжаю тебе додому        | Still Take You Home         | Мілк      | Короткометражний фільм                            |
| 2010 | Намальований будинок               | Drawn Home                  | Стів      | Короткометражний фільм                            |
| 2014 | Останній раз, коли я бачив Річарда | The Last Time I Saw Richard | Річард    | Короткометражний фільм                            |
| 2017 | Племена Палос Вердес               | The Tribes of Palos Verdes  | Джим      |                                                   |
| 2017 | Риби                               | Pisces                      | Чарлі     | Короткометражний фільм; також режисер і сценарист |
| 2018 | Великі похмурі дні                 | The Great Darkened Days     | торговець |                                                   |
| 2022 | Стю                                | Father Stu                  | Джейкоб   |                                                   |

### Телебачення
| Рік  | Назва українською                                      | Оригінальна назва                                         | Роль           | Примітки                           |
| ---- | ------------------------------------------------------ | --------------------------------------------------------- | -------------- | ---------------------------------- |
| 2014 | Святвечір 1914 року                                    | Christmas Eve, 1914                                       | Арнольд Чапман | Телевізійний фільм                 |
| 2018 | Вбивство Джанні Версаче: Американська історія злочинів | The Assassination of Gianni Versace: American Crime Story | Девід Медсон   | Повторювана роль, 4 епізоду        |
| 2018 | Американська історія жаху: Апокаліпсис                 | American Horror Story: Apocalypse                         | Майкл Ленгдон  | Основна роль, 9 епізодів           |
| 2018 | Картковий будинок                                      | House of Cards                                            | Дункан Шепард  | Основна роль, 7 епізодів (6 сезон) |